# Пјерија-Прато Карнико (Удине)
Пјерија-Прато Карнико је насеље у Италији у округу Удине, региону Фурланија-Јулијска крајина.
Према процени из 2011. у насељу је живело 335 становника. Насеље се налази на надморској висини од 663 м.